# オグロイワワラビー
オグロイワワラビー（Petrogale penicillata）は、二門歯目カンガルー科イワワラビー属に分類される有袋類。

## 分布
オーストラリア（クイーンズランド州南東部、ニューサウスウェールズ州南部、ビクトリア州東部）

## 形態
体長オス52.9-58.6cm、メス51-57cm。尾長51-70cm、50-63cm。体重オス5.5-10.9kg、メス4.9-8.2kg。尾の先端は体毛が伸長し房状になり、英名（brush-tailed=ブラシのような尾のある）の由来になっている。また尾は大部分が黒い体毛で被われ、和名の由来になっている。頬には明色の帯が入る。肩の後部に黒い帯が入る。

## 生態
岩場に生息する。2-30頭の群れを形成し生活し、群れの規模は分布や生息地によって変異がある。オスは縄張りを形成する。夜行性で、昼間は岩の隙間などで休む。薄明時には日光浴を行うこともある。
食性は植物食で、樹皮、木の葉、草およびその根などを食べる。水分は食物から摂取する。
繁殖形態は胎生。幼獣は生後約200日は母親の育児嚢の中で生活し、さらに3か月後に乳離れする。

## 人間との関係
開発による生息地の破壊、毛皮目的の乱獲、人為的に移入されたアナウサギ、ヒツジ、ヤギなどとの競合、およびアカギツネやディンゴなどによる捕食などにより生息数は激減している。

## 画像

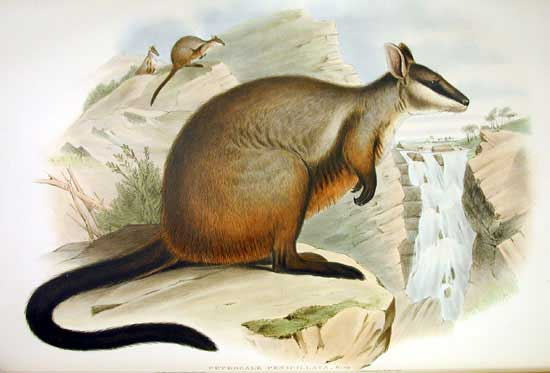
イラスト